# 2020 dans la police
Cet article présente les faits marquants de l'année 2020 dans la police.

## Évènements
- 3 janvier : Cédric Chouviat étranglé et plaqué au sol par des policiers à Paris lors de son interpellation. Il meurt 48 heures plus tard.
- 8 avril : Mort de Mohamed Gabsi par asphyxie après une violente interpellation par trois policiers municipaux.
- 25 mai : Mort de George Floyd, tué par la police lors de son arrestation le 25 mai 2020 à Minneapolis. Les images de son arrestation et la nouvelle de sa mort mènent à une vague de protestations aux États-Unis et dans d'autres pays du monde.
- 23 août : Émeutes de Kenosha en réaction de tirs d'un policier blanc sur un Afro-Américain lors de son arrestation.
- 20 septembre : Publication du schéma national du maintien de l'ordre, par Gérald Darmanin.
- 21 novembre : début de l'affaire Michel Zecler.